# Osella
Osella è una moneta-medaglia che veniva coniata ogni anno dalla zecca di Venezia e che il doge donava alle personalità della Repubblica.

## Storia
Il doge, per antica tradizione, nel dicembre di ogni anno, donava ai nobili del Maggior Consiglio cinque anatre selvatiche. Nel 1521 il consiglio, a causa delle guerre che impedivano la caccia, decretò che al posto degli uccelli venisse consegnata una moneta che fu perciò chiamata "osella" (dal veneziano oseło, "uccello"). La coniazione ebbe termine nel 1797, con la caduta della Repubblica.
(Fabio Mutinelli: "Lessico veneto")

## Tipi
Le prime oselle avevano al dritto Cristo in trono che benedice il Doge in ginocchio che riceve il vessillo da San Marco. Inizialmente al dritto il tipo prevalente era quello di San Marco con il Doge genuflesso variamente interpretato. Al rovescio per lo più un testo su più righe, ad esempio AND / GRITI / PRINCIPIS / MVNVS / ANNO . Sul finire del XVI secolo al rovescio cominciarono ad essere raffigurati vari soggetti.
Le prime oselle pesavano intorno ai 9,30 grammi d'argento con un diametro di quasi 34 mm (la moneta da 2 euro ha un diametro di 25,75 mm e pesa 8,50 grammi). Un modulo così grande, simile a quello del tallero permetteva l'incisione di grandi figure e fu usato spesso a scopi propagandistici.

## Osella di doppio peso
L'osella di doppio peso veniva coniata in argento assieme a quella standard. Si trovano oselle di doppio nella seconda metà del XVIII secolo.

## Osella d'oro
L'osella nasce come medaglia d'argento ma in seguito, già verso la metà del XVII secolo, furono coniate oselle d'oro da 2, 4, 6 ed 8 zecchini. Sotto Ludovico Manin l'osella da 4 zecchini pesava ca 14 grammi con un diametro di 30 millimetri. Quella da 6 ne pesava ca 21 con un diametro di 33–34 mm e quella da 8 zecchini pesava ca 28 grammi con un diametro di 36 mm. In genere avevano gli stessi tipi e legende delle oselle d'argento coniate lo stesso anno.

## Osella di Murano
Murano ebbe il privilegio di far coniare medaglie che avevano lo stesso peso delle oselle coniate dalla repubblica e che di conseguenza ebbero lo stesso nome.
Le prime oselle di Murano furono coniate nel 1581, sotto il podestà Zaccaria Ghisi. La monetazione fu interrotta e poi ripresa nel 1673 da quando fu coniata quasi annualmente fino alla caduta della repubblica.
Nelle oselle di Murano c'era la legenda del tipo MVNVS COMVNITATI MVRIANI e vi erano raffigurate le armi civiche, il "gallo di Murano" con il serpente nel becco e lo stemma delle famiglie muranesi più importanti. L'ultima osella coniata ed emessa da Murano nel 1796 riporta gli stemmi delle famiglie Barbariga, Dalmoro, Motta e Ongaro. 
In genere vi erano raffigurate le armi del doge di Venezia e quelle del podestà e del camerlengo di Murano con i loro nomi. Spesso erano anche raffigurate le armi dei quattro deputati di Murano, anche in questo caso con i nomi.
Queste monete venivano poi date ai membri del consiglio minore ed a quanti ne avevano commissionata a proprie spese la coniazione.

## Letteratura
- "L'osella misteriosa del Doge Grimani" è il titolo di un romanzo scritto da Renato Pestriniero.